# Guignardia polygoni-chinensis
Guignardia polygoni-chinensis är en svampart som beskrevs av Sawada ex W.Y. Li & W.Y. Zhuang 2007. Guignardia polygoni-chinensis ingår i släktet Guignardia och familjen Botryosphaeriaceae.   Inga underarter finns listade i Catalogue of Life.